# Renji Ishibashi
Renji Ishibashi (Tokyo, 9 agosto 1941) è un attore giapponese.

## Biografia
Nato con il nome di Renji Ishida  (石田 蓮司?), strinse una collaborazione con il regista Takashi Miike che lo ha portato in molti dei suoi film, fra cui Audition del 1999, The Call - Non rispondere e Gozu del 2003. Fra le sue interpretazioni quella di Inshu Manjome nella trilogia dedicata alla trasposizione cinematografica del fumetto di Naoki Urasawa 20th Century Boys.

## Riconoscimenti
- Hochi Film Award, attore non protagonista per Rônin-gai.[1]

## Filmografia parziale

### Cinema
- Le folli veneri di Akira (Dani), regia di Hideo Sekigawa (1965)
- Kamo, regia di Hideo Sekigawa (1965)
- Abashiri bangaichi: Bôkyô hen, regia di Teruo Ishii (1965)
- Abashiri bangaichi: Hokkai hen, regia di Teruo Ishii (1965)
- La casa delle perversioni (Edogawa Ranpo ryôki-kan: Yaneura no sanposha), regia di Noboru Tanaka (1976)
- Tetsuo, regia di Shin'ya Tsukamoto (1989)
- Gemini (Sôseiji), regia di Shin'ya Tsukamoto (1999)
- Audition (Ôdishon), regia di Takashi Miike (1999)
- Graveyard of Honor (Shin Jingi no Hakaba), regia di Takashi Miike (2002)
- Il mare e l'amore (Umi wa miteita), regia di Kei Kumai (2002)
- Jitsuroku Andô Noboru kyôdô-den: Rekka, regia di Takashi Miike (2002)
- Gozu (Gokudô kyôfu dai-gekijô: Gozu), regia di Takashi Miike (2003)
- The Call - Non rispondere (Chakushin ari), regia di Takashi Miike (2003)
- Izo, regia di Takashi Miike (2004)
- Perfect Education 6 (Kanzen-naru shiiku: Akai satsui), regia di Kôji Wakamatsu (2004)
- Shinobi, regia di Ten Shimoyama (2005)
- Big Bang Love, Juvenile A (46-okunen no koi), regia di Takashi Miike (2006)
- Sukiyaki Western Django, regia di Takashi Miike (2007)
- Hero, regia di Masayuki Suzuki (2007)
- L: Change the World, regia di Hideo Nakata (2008)
- Eiga: Kurosagi, regia di Yasuharu Ishii (2008)
- 20-seiki shônen: Honkaku kagaku bôken eiga, regia di Yukihiko Tsutsumi (2008)
- 20-seiki shônen: Dai 2 shô - Saigo no kibô, regia di Yukihiko Tsutsumi (2009)
- 20-seiki shônen: Saishû-shô - Bokura no hata, regia di Yukihiko Tsutsumi (2009)
- Parêdo, regia di Isao Yukisada (2009)
- Outrage, regia di Takeshi Kitano (2010)
- Ooshikamura soudouki, regia di Junji Sakamoto (2011)
- Grasshopper (Gurasuhoppâ), regia di Tomoyuki Takimoto (2015)

### Serie TV
- Batterî – serie TV, episodi 1x1-1x2-1x3 (2008)
- Natsu no koi wa nijiiro ni kagayaku – serie TV, episodi 1x8-1x9-1x10 (2010)

### Videogiochi
- Yakuza: Dead Souls - (2011), Pops